# Cerro Alberdi
El cerro Alberdi  (inglés: Mount Osborne) es una montaña en la Isla Soledad, en la cadena montañosa de las Alturas Rivadavia. A 705 m s. n. m., es el punto más alto de las Islas Malvinas. Fue referenciado por Charles Darwin en el capítulo 9 de Zoology of the Voyage of the Beagle.
Al ser el punto más alto de las islas (705 m s. n. m.), fue afectado por la última glaciación. Los restos de un circo glaciar pueden ser vistos en sus laderas. Además, posee solo unos metros más que el Monte Independencia en la isla Gran Malvina.
En el topónimo argentino, lleva el nombre de Juan Bautista Alberdi, abogado, jurista, economista, político, estadista, diplomático, escritor y músico argentino, autor intelectual de la Constitución Argentina de 1853.Como la mayoría de los topónimos malvinenses, su nombre es de origen español, anterior a la ocupación británica de las Malvinas.Mientras que en el topónimo británico lleva el nombre de Alexander Burns Usborne.
Como una de las montañas más altas de las Malvinas (con más de 610 m s. n. m.), que experimentaron alguna glaciación, tiene:

"glarciares de circo marcados con pequeños lagos de origen glaciar en las sus bases, crestas morrenas depositadas por debajo de los circos sugieren que los glaciares y las cúpulas de hielo estaban confinadas a áreas de máxima elevación con otras partes de las islas experimentaron un clima periglaciar"